# Настройка фортепіано

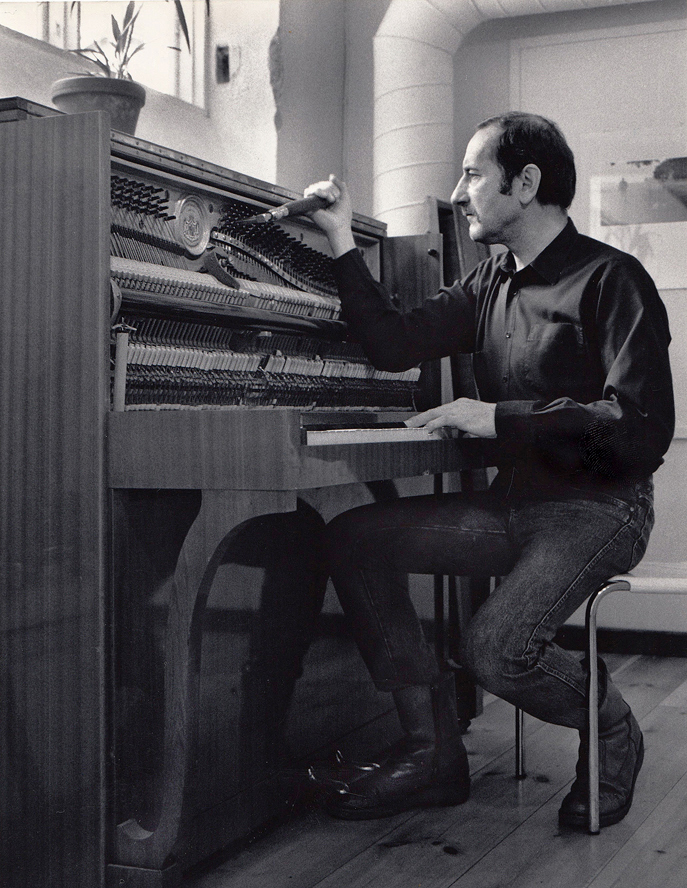
Наcтройка піаніно

Настройка фортепіано полягає у регулюванні натягу струн фортепіано таким чином, щоб вони звучали у заданому музичному строї, в сучасній практиці, як правило — рівномірно-темперованому. 

## Передумови

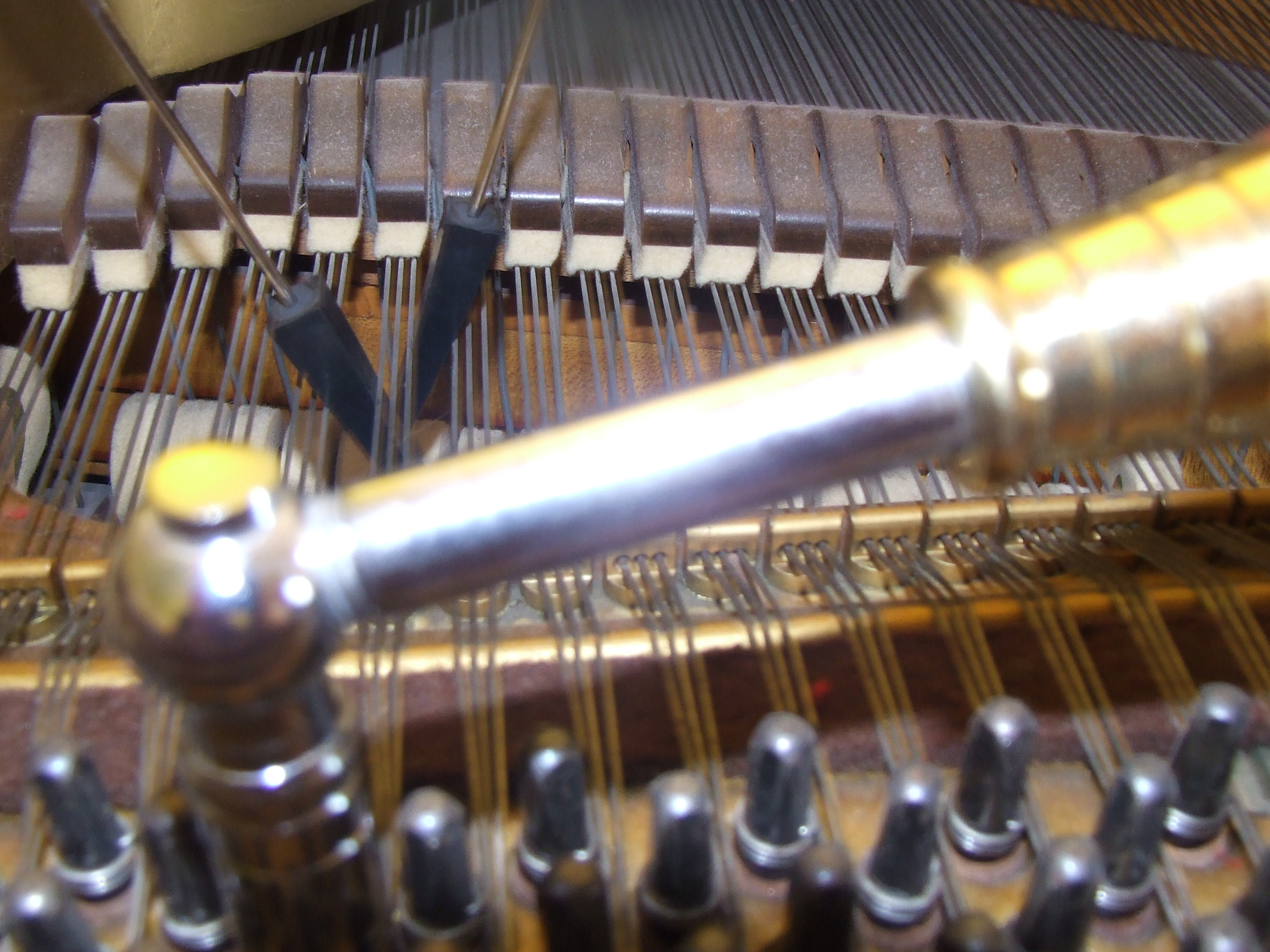
До основних інструментів фортепіанного тюнера належать настроювальний ключ і заглушувачі звуку

Ілюстрація биття. Сума (синя) двох хвиль (червона, зелена) відображається у міру збільшення частоти однієї з хвиль. Спочатку дві хвилі ідентичні, потім частота зеленої хвилі поступово збільшується на 25%. Інтерференція коливань призводить до періодичних ударів у результуючій хвилі.

Існує багато факторів, через які фортепіано виходять зі строю. Наприклад, зміна вологості:  висока вологість змушує деку набухати, розтягуючи струни і підвищуючи стрій, тоді як низька вологість має зворотний ефект. Зміни температури також можуть вплинути на загальну настройку піаніно. У новіших фортепіано струни поступово розтягуються, а дерев'яні деталі стискаються, в результаті чого фортепіано стає рівним, тоді як у старих фортепіано тюнінгові штифти (які утримують струни) можуть розхитатися, і фортепіано розстроюється.  Часта і важка гра також може призвести до того, що фортепіано виходить зі строю. З цих причин багато виробників фортепіано рекомендують настроювати нові фортепіано чотири рази протягом першого року та два рази на рік після цього.

### Історія
Настроювання фортепіано стало професією приблизно на початку 1800-х років, коли фортепіано набули популярності Раніше музиканти володіли клавесинами, які було набагато легше настроювати і музиканти зазвичай настроювали їх самі. У давнину настройщики навчались і працювали на фабриках фортепіано, де проходили навчання близько 5–7 років. Вони стикалися з проблемами, пов'язаними з великою кількістю нових і змінних фортепіано та відсутності стандартів строю.
Історично клавішні настроювались у натуральному, піфагорійському або середньоготоновому  строях,  що означало, що окремі інтервали на таких інструментах могли звучати «чисто», а інші — фальшиво. Розвиток «добрих темперацій» (нім. wohltemperiert) уможливив прийнятне звучання інструмента в усіх тональностях. Саме на таку настройку розрахований «Добре темперований клавір» Йоганна Себастьяна Баха, що містить прелюдії та фуги в усіх 24 мажорних та мінорних тональностях. Хоча «добрі темперації» уникали неприємних інтервалів (на кшталт вовчої квінти), лише введення рівномірно-темперованого строю дозволило повністю вирішити проблему ідентичності усіх можливих інтервалів 12-ступеневого звукоряду.

## Теорія

### Обертони та гармоніки

Схема вібрації струни, закріпленої на обох кінцях, що показує перші шість часткових коливань (обертонів)

Натягнута струна після удару по ній молоточком вібрує як цілком, так і частинами, вібрація струни частинами утворює гармоніки (обертони). Перша гармоніка (або основна частота), як правило, найголосніша і визначає висоту, яку сприймають. Теоретично вищі гармоніки (обертони) вібрують на частотах, що утворюють кратні співвідношення з основною частотою (наприклад, струна з основною частотою 100 Гц утворює обертони частотою 200 Гц, 300 Гц, 400 Гц тощо). Насправді ж частоти обертонів трохи зміщуються вгору через негармонічність, спричинену жорсткістю струн.
Різниця між двома висотами звуку, що називається інтервалом, визначається відношенням їх абсолютних частот. Найпростіші інтервали для ідентифікації та настройки — ті, частоти яких мають кратне співвідношення (наприклад, октава є співвідношенням частот 2:1, квінта — 3: 2  і т.д.), і якщо їх гармоніки не збігаються, вони утворюють акустичні биття. 

### Темперація
Термін темперація означає систему настройки, що передбачає биття інтервалів, замість їх чистої настройки. Наприклад, при рівномірній темперації квінту настроюють звужено, опускаючи її верхній звук, або піднімаючи нижній.
Темперація інтервалу спричиняє до акустичного биття. Оскільки фактичний тон фортепіанної струни — це не просто одна висота, а комплекс тонів гармонічного ряду, дві струни, настроєні на частоти, співвідношення між якими близькі до кратних, коливаючись, утворюють гармонічні биття через різницю між висото їх обертонів. Підрахунок відповідних частот дозволяє настроювання на слух шляхом підрахунку частоти биття, що виникають у темперованих інтервалів.

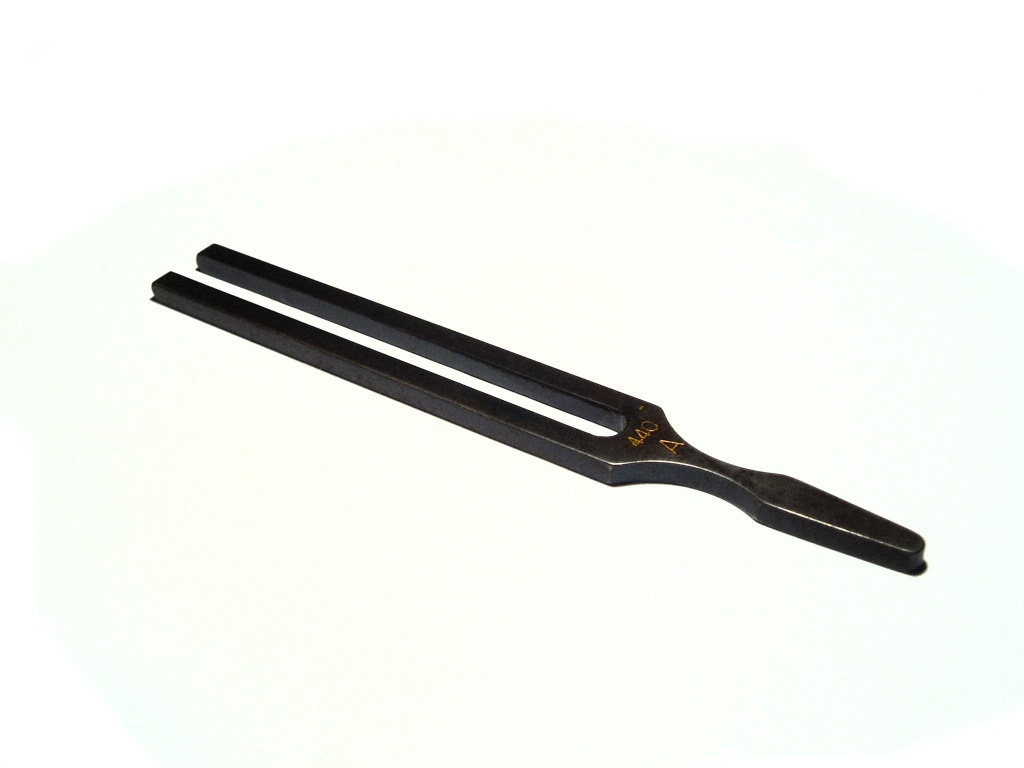
Камертон A440

На практиці настройку фортепіано починають з настройки всіх нот в межах «темперованої» октави у нижньому середньому діапазоні. Настройку здійснюють за камертоном A440, а потім настроюють інші ноти у темперованому строї. Під час настройки прийнято оцінювати квінти, кварти і терції (як великі, так і малі) і сексти (також великі і малі), часто відтворюючи інтервали аби почути, чи досягнуто потрібна частота биття.
Після настроювання октави настройщик налаштовує решту діапазону, використовуючи октави та інші інтервали, щоб вирівняти кожну ноту з уже настроєними нотами.
У наступній таблиці наведено теоретичні частоти биття між нотами в рівномірно темперованому строї. У верхньому рядку вказані абсолютні частоти тонів; як правило, лише ля 440 Гц настроюється за зовнішнім пристроєм. Кожне наступне число вказує на частоту ударів між будь-якими двома тонами (які поділяють рядок і стовпець з цим числом) в темперованій октаві. Повільніші частоти биття можна виміряти за допомогою метронома або іншого подібного пристрою. Для терцій важко налаштувати таку кількість ударів в секунду, проте під час настройки нижчої октави відповідні частоти ударів зменшуються вдвічі, що дозволяє орієнтуватись на них для перевірки правильності темперації. Одним з найпростіших способів перевірки темперації є відтворення послідовності великих терцій, кожна з яких на пів тону вище за попередню. Якщо рівномірної темперації досягнуто, частота ударів цих терцій рівномірно зростатиме.
| 261,626 | 277,183 | 293,665  | 311,127 | 329,628 | 349,228 | 369,994 | 391,995 | 415,305 | 440,000 | 466,164 | 493,883       | 523,251       |
| 0,00000 |         |          | 14,1185 | 20,7648 | 1,18243 |         | 1,77765 | 16,4810 | 23,7444 |         |               | C.            |
|         |         | 13,3261  | 19,5994 | 1,11607 |         | 1,67211 | 15,5560 | 22,4117 |         |         | H             |               |
|         | 12,5781 | 18,4993  | 1,05343 |         | 1,57836 | 14,6829 | 21,1538 |         |         | B       |               |               |
| 11,8722 | 17,4610 | 0,994304 |         | 1,48977 | 13,8588 | 19,9665 |         |         | A       |         |               |               |
| 16,4810 | ,938498 |          | 1,40616 | 13,0810 | 18,8459 |         |         | G♯      |         |         |               |               |
| ,885824 |         | 1,32724  | 12,3468 | 17,7882 |         |         | G       |         |         |         | Основний тон  | Основний тон  |
|         | 1,25274 | 11,6539  | 16,7898 |         |         | F♯      |         |         |         |         | Октава        | Октава        |
| 1,18243 | 10,9998 | 15,8475  |         |         | F       |         |         |         |         |         | Велика секста | Велика секста |
| 10,3824 | 14,9580 |          |         | Е       |         |         |         |         |         |         | Мала секста   | Мала секста   |
| 14,1185 |         |          | D♯      |         |         |         |         |         |         |         | Квінта        | Квінта        |
|         |         | D        |         |         |         |         |         |         |         |         | Кварта        | Кварта        |
|         | C♯      |          |         |         |         |         |         |         |         |         | Велика терція | Велика терція |
| C.      |         |          |         |         |         |         |         |         |         |         | Мала терція   | Мала терція   |

У наступній таблиці вказано висоту, на якій має спостерігатися найсильніше биття інтервалів. Як описано вище, наприклад, при настроюванні квінти, биття можна почути не тільки між основними частотами відтворених звуків, але і між квінтовим обертоном (дуадецима) нижнього звуку та октавним обертоном верхнього. Настройщик, відчувши биття, повинен звузити або розширити відповідний інтервал таким чином, щоб биття не було відчутним.
| Інтервал      | Приблизне співвідношення частот | Биття нижньої висоти       | Темперація  |
| ------------- | ------------------------------- | -------------------------- | ----------- |
| Октава        | 2: 1                            | Октава                     | Точно       |
| Велика секста | 5: 3                            | Дві октави і велика терція | Ширше       |
| Мала секста   | 8: 5                            | Три октави                 | Вужче       |
| Квінта        | 3: 2                            | Октава і квінта            | Трохи вужче |
| Кварта        | 4: 3                            | Дві октави                 | Трохи ширше |
| Велика терція | 5: 4                            | Дві октави і велика терція | Ширше       |
| Мала терція   | 6: 5                            | Дві октави і квінта        | Вужче       |
| Унісон        | 1: 1                            | Унісон                     | Точно       |

### Розтягування

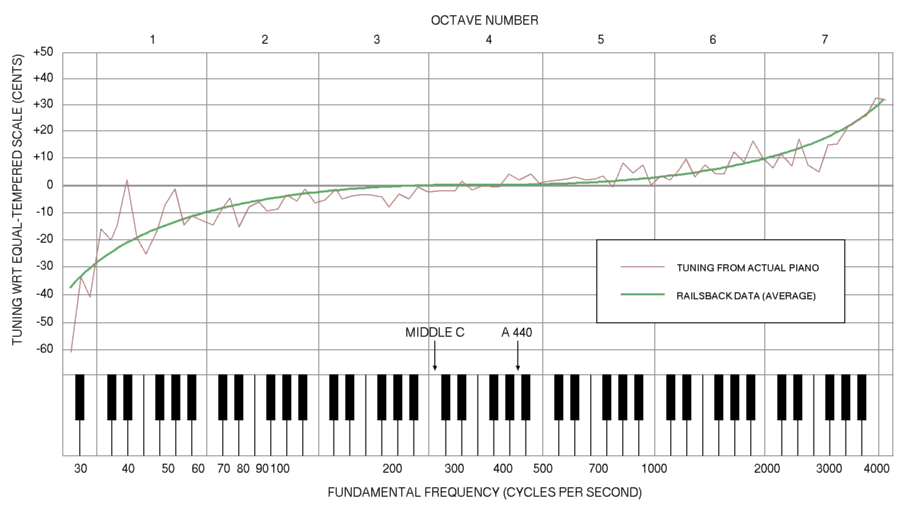
Крива Рейлсбека, що вказує на відхилення настройки фортепіано від рівномірно-темперованої шкали.

Настройка за допомогою биття, описана за вище, забезпечує наближення до  рівномірної темперації в діапазоні октави. Однак, у ширшому діапазоні настройка інструменту стає дедалі більш неточнішою через негармонічність струн, наслідком якої є підвищення обертонів. Цю проблему пом'якшує «розтягування» октав, що передбачає настройку нот не за октавним (другим) обертоном, а більш високими обертонами (найчастіше, четвертим — двохоктавним). Таким чином під час настройки інтервали розширюються більш рівномірно, зберігаючи загальну інтервальну злагодженість. Величина розтягування строю залежить від властивостей струни, її натягу, довжини та діаметру. Крива Рейлсбека є результатом вимірювання частот основних тонів при «розтягненій» настройці фортепіано і показує відхилення від значень для «нерозтягнутої» рівномірно-темперованої настройки.
У невеликих фортепіано негармонічність струн настільки значна, що розтягнення на основі потрійної октави призводить до помітного биття між суміжними октави, а широкі інтервали у високому регістрі (наприклад, терції через дві октави) спричиняють до сильного биття. Тому розтягування строю застосовується обмежено. У великих концертних роялях менша негармонічність струн дозволяє застосовувати розтягнений стрій без помітного негативного впливу на суміжні октави та інші інтервали. Таким чином менші інструменти вимагають більш розтягненої настройки, натомість великі інструменти дозволяють застосовувати розтягнені настроювання і при цьому уникати биття між інтервалами. Це сприяє блиску та "співучості" звуку концертних роялів.
Перевагою розтягування октав є корекція дисонантності чистої квінти, що виникає при рівномірній темперації. Без розтягування октави повільне, майже непомітне биття квінт в темперованому діапазоні (від трохи більше одного удару кожні дві секунди до приблизно одного удару на секунду) збільшується вдвічі кожної висхідної октави. В результаті у верхньому діапазоні (і в ідеалі) чисті квінти утворюють биття частотою вісім раз на секунду. Для сучасного слуху швидкі биття органічно сприймаються у дисонансах (секунди та септими) та недосконалих консонансах (терції та сексти), але не сприймаються у чистих октавах і квінтах. На щастя для піаністів, струни концертних роялів дозволяють уникати дисонантності у чистих квінтах.
Існують і Інші фактори — фізичні та психоакустичні, що впливають на настройку фортепіано. Серед фізичних факторів — негармонічні ефекти, обумовлені резонансом деки в басових струнах, неякісно виготовлені струни або особливості, які можуть спричинити «помилкові биття» (що не пов'язані з особливостями настройки). Основним психоакустичним фактором є те, що людське вухо, як правило, сприймає вищі ноти як нижчі, порівняно з середніми. Розтягнена настройка, що враховує негармонічність струн буває недостатньою для подолання цього явища, тому настройщики можуть ще більше застосовувати розтягування октав у верхніх регістрах фортепіано.

## Інструменти

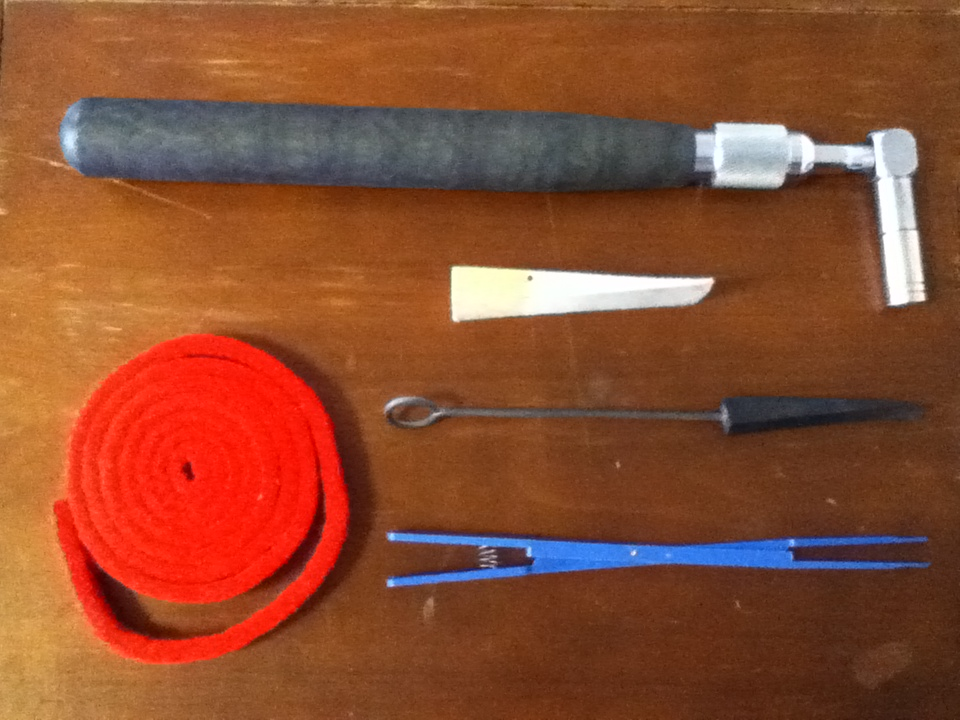
Деякі розповсюджені інструменти для настройки фортепіано: Зверху вниз: настроювальний ключ, фільцевий клинок, гумовий клинок, суконна стрічка (ліворуч), зворотний пінцет

Поширені інструменти для налаштування фортепіано включають настроювальний ключ, різноманітні заглушувачі звуку (клинки) та камертон або електронний тюнер. Настроювальний ключ використовується для повороту кілків, збільшуючи або зменшуючи таким чином натяг струни. Клинки використовуються для заглушення струн, які ще не настроєні. Під час настроювання темперованої октави суконна стрічка, як правило, розміщується в межах темперованої (середньої) секції піаніно; вона вставляється поміж струн кожного трихорду, приглушуючи дві його зовнішні струни, дозволяючи вібрувати лише середній струні. Заглушувач Паппса виконує ту саму функцію у піаніно і проходить через піаніно, щоб приглушити або 2 ліві струни, або 2 праві струни трихорду аналогічним чином. Після того, як усі центральні струни настроєні (або усі праві, якщо використовується заглушувач Паппса), суконну стрічку можна знімати від ноти до ноти, і настроювати відпвідно зовнішні струни та центральні струни. Клинки вставляються між двома струнами, щоб приглушити їх, а заглушувач Паппса, який легше ковзає між хвостовиками молотка, зазвичай використовується для настройки високих нот піаніно.
Камертон використовується для настройки першої ноти (як правило, це ля першої октави), потім темперована октава настроюють допоки настройщик не переконається, що всі ноти в октаві настроєні правильно. Решта діапазону настроюється за настроєною попередньо темперованою октавою.
При використанні електронних пристроїв, етап настройки темперованої октави може бути пропущений, оскільки тюнер дозволяє настроювати ноти безпосередньо в будь-якому порядку.